# 野口健
野口 健（のぐち けん、1973年8月21日 - ）は、日本の登山家、環境活動家。亜細亜大学国際関係学部卒業。
NPO法人PEAK＋AID（ピーク・エイド）代表（2020年時点）として、ヒマラヤ・富士山での清掃活動といった環境保護への取り組み、また遭難死したシェルパ族の子どもたちへの教育支援「シェルパ基金」やヒマラヤでの学校建設・森林づくり、第二次世界大戦の戦没者の遺骨収集などの社会貢献活動を行っている。
亜細亜大学客員教授、SBC東京医療大学客員教授、徳島大学医学部運動機能外科非常勤講師。

## 経歴

### 生い立ち
日本人（元外交官の野口雅昭）の父親と、ギリシャ系エジプト人の母親（野口モナ）の次男としてボストンで生まれ、同時にフランス人とレバノン人の血も引いている。
幼少期を父親の赴任先であるニューヨークやサウジアラビアで過ごす。初めて日本に来たのは4歳の頃で、その頃は日本語が話せなかった。小学校6年時に両親が離婚し、カイロ日本人学校小学部からイギリスの立教英国学院小学部に転校。
本人の言葉によれば少年時代は“フダ付きの不良” の”落ちこぼれ”であり、空気銃で猫や鳩を撃ち殺す、駐車場に停めてあった車をパンクさせる、ベンツのエンブレムをもぎ取る、などの問題行為を繰り返した。
高等部在学中に学校の先輩を殴り一ヶ月の停学処分を受け、停学中の一人旅で植村直己の著書「青春を山に賭けて」と出会い登山を始めた。周りに登山をしている人がいなかったことから、自身の存在意義の確認手段として傾倒していく。これもあり、植村を強く慕うようになる。
高校時代は卒業後に自衛隊に入ることを本気で考え、カメラマンにも興味を抱いていたが、七大陸最高峰登頂を目指して亜細亜大学へ一芸入試で合格する。

### 七大陸最高峰の最年少登頂達成
亜細亜大学入学後から、世界の名立たる山々に挑み、各地で最年少登頂記録を樹立する。大学に8年間在籍して登山を続け、卒業前の1999年（25歳）に世界最高峰エベレストに、3度目の挑戦で登頂に成功し、当時の七大陸最高峰の世界最年少登頂記録を更新した。

### 多方面での活動
1999年のエベレスト登頂以降、環境保護の観点から清掃活動を継続している。エベレスト(2000-2003年、2007、2008年、2011年)、マナスル(2006、2007年、2019年)の清掃活動をはじめ、富士山、また全国各地でも精力的に清掃活動を行っている。
- 2000年、遭難死したシェルパ族の子どもたちへの教育支援「シェルパ基金」を設立[28]。
- 2002年、NPO法人PEAK＋AID(ピーク・エイド)を設立[29]。(設立当時の名称はセブンサミッツ持続社会機構、2014年12月に名称変更[30])
- 2006年、マナスル山麓のサマ村の教育支援のため「マナスル基金」を設立[31]。
- 2007年、東京ヴェルディの環境アドバイザーに就任。ヴェルディの2007年開幕戦であるザスパ草津戦の試合後、両チームのサポーターと国立競技場周辺のゴミ拾いを行う。同年11月、新潟市が主催する「第2回安吾賞」に選ばれる[32]。11月30日付けで了徳寺大学(現:SBC東京医療大学)客員教授（教養教育センター）に就任。
- 2008年、植村直己冒険賞を受賞[33]。同年、NPO法人「空援隊（くうえんたい）」に参加し、主にフィリピンにおける旧日本軍戦没者の遺骨調査・収集活動を開始する[34][35]。同年8月、千葉県環境大使就任[36]。
- 2009年、「野口健環境学校」を岡山県総社市ではじめる[37]。
- 2010年、サマ村に学校が開校[38]。同年に週刊文春（2010年3月18日号）で「空援隊が収集した遺骨にフィリピン人の骨が混じっている」という批判記事が掲載される。その対応を巡って空援隊の理事長と対立[39]、5月18日付の公式ブログで空援隊を離れたことを表明[40]。以降は、自らが代表であるNPO法人ピーク・エイドの活動として沖縄での戦没者遺骨収集を行っている。
- 2014年、岡山県総社市環境観光大使に就任[41]。ランドローバーアンバサダー就任[42]。
- 2015年4月のネパール滞在中にネパール地震に被災。「ヒマラヤ大震災基金」を立ち上げ、復興支援を行う[43]。同年7月、「第一回安藤忠雄文化財団賞」を受賞した[44]。安藤忠雄はシェルパ基金・マナスル基金に寄付をしており、安藤忠雄建築事務所は毎日新聞東京社会事業団が設立したネパール子ども病院の設計もしている[45]。
- 2016年4月に熊本地震が発生。親しくしているシェルパから「日本に恩返しがしたい」と送金があったことから、車中泊での避難民のために熊本県益城町にテント村を作る活動を行う[46]。
- 2017年4月、代表を務めるNPO法人ピーク・エイドと総社市が被災地でのテント村開発などの支援を積極的に行う協定を交わす[47]。同年6月に三菱自動車アンバサダーに就任[48]。
- 2018年、サマ村で新たに始まっていた「ヒマラヤに森をつくろうプロジェクト」により育苗されてきたマツ、モミ、カラマツの三種を植樹[49][50]。2020年までに3万本の植樹を目指す。サマ村とエベレスト街道のクムジュン村の学校にランドセルの寄付を募集、300個を届けた[51]。北海道胆振東部地震の被災地、西日本豪雨で被害を受けた総社市に救援物資の発送や片づけ奉仕などの支援活動を行う[52]。同年7月26日長野県茅野市から「縄文ふるさと大使」に選らばれる[53]。
- 2019年、前年に引き続き、代表を務めるNPO法人ピーク・エイドの「ヒマラヤにランドセルを届けようプロジェクト」を継続。総社市の呼びかけにより集まったランドセルや文具[54] を5月にネパールのクムジュン村・ターメ村・ルクラ村・ポカラ村[55] の幼稚園から小学生までの子供たちに届けた[56][57]。9月には再び寄付を募って集まったランドセルをナムチェ・バザールの学校に届けた[58] ほか、サマ村・マナスルの清掃活動[25]、サマ村の学校設備の充実、森林再生プロジェクト[59]、農業指導などに取り組んでいる。
- 2020年、ネパール・ポカラのマヘンドラ ジャナサハヨグ小学校再建を目指し、クラウドファンディングを行った[60]。現地では修復工事が始まり、2021年も継続中である[61][62]。

## 人物・評価
- 植村直己には登山家としてよりも、地味ではあっても地道に挑戦し、達成していく生き方に魅かれている[63]。登山を始め傾倒した経緯から、自身は「根っからの登山家」ではなく登山を通じて自己表現をしているとも言及している[64]。
- 「アルピニスト」という肩書きについては、CM出演の際に「登山家」に代わる肩書きとして提案を受け、もともと「登山家」という言葉に悪印象を持っていた野口は以後「アルピニスト」の肩書を使うようになった[65]。この肩書きの使用について、山岳雑誌『岳人』の編集部員で登山家の服部文祥はフジテレビ「ナダールの穴」等のテレビ番組において「栗城君や野口君は市民ランナー」「登山家として3.5流」「野口君もアルピニストと言うけど、本当にアルピニストを目指している人を侮辱している」と痛論している[66][67][68][注釈 2]。
- マスコミへの露出が多いことや清掃活動にはじまる多方面での活動を「売名行為」と批判されることについては、どんなにいいことでも善意だけでは継続しないため「仕事としてのマネジメント」が必要だと述べている[69]。
- タレントのイモトアヤコが2012年9月にマッターホルンに登頂後、頂上からヘリコプターを利用して下山したことを批判した[70]。2014年8月の女性自身のインタビューではイモトの身体能力・精神力・トレーニングぶりについて高い評価をする一方、救助が望めない場所で遭難したときに「自分の思いで来たんだから、これでよかったんだと思えるか、やっぱりあの仕事受けなきゃよかったって思うのか。それで彼女が死ぬときに本望だと思わなければ、不幸な死に方ですよね」と語っている[71]。
- 13歳のときに入手したNikonFM2を現在まで愛蔵している。登山を始め、エベレスト登頂までは動画で記録をしていたが、ものごとのB面(貧困問題など)を伝えていくには動画より写真のほうが見てもらいやすいと述べている[72]
- ネパールで15歳（戸籍が無いので実際の年齢は不明）のシェルパ族の娘と少し会っただけでまともな会話もせずに父親に許しを得て児童婚・性交、その後二人でカトマンズに移るが「ネパールでは15歳以下とは結婚できない」と知り帰国、ほとんど会わずに二年後に離婚したことを自著で明かしている[73]。なお、離婚の理由については「カトマンズは大都会で会うたびにどんどんケバい女になっていった」ためと説明している[74]。
- 著書「確かに生きる〜10代へのメッセージ〜」(クリタ舎)において、亜細亜大学の入試論文で、イエメンのサナア市で両親が住む家が爆弾テロに遭っていたことについて、自分はその場に居合わせなかったのにもかかわらずいたかのように書いたことを告白している[75]。
- 2008年に雑誌「正論」にて、戸塚ヨットスクールの校長・戸塚宏と対談を行った。戸塚の著書「本能の力」(新潮新書)を読み、共感したことから対談のセットを依頼したという。講演先の学校では教師と生徒に緊張感がなく、講演中に騒ぐ生徒に教師が注意しないため怒鳴った経験から「ゆとり教育」の弊害を語り、『家庭内暴力や不登校など親の手に負えない多くの子どもが助かった事実を忘れてはならない』と戸塚の教育方針を肯定している[76]。

環境問題
- 野口本人は2003年4月15日の公式ブログでエベレストの清掃活動を始めて以来、その活動から感じてきた環境問題の困難さを痛感していると綴っており、「原発や火力発電に頼らない社会をどのようにすれば実現できるのか、理想論を超えた現実的な視野のなかでこのエネルギー問題を捕らえていかなければならないんじゃないか」と自己矛盾を抱えつつの活動であることは認めている[77]。
- イギリスの人気ロックバンドコールドプレイが飛行機移動によるCO2排出が地球環境に負荷をかけるとしてワールドツアーを休止したことについて野口は「単なるパフォーマンス」「環境問題にせよエネルギー問題にせよ『リアリティーがなければ意味がない』」とツイートした[78]。
- 環境活動家のグレタ・トゥーンベリに関して「電車をご利用なんですか？　飛行機がダメという方はもちろん車もダメだろうし、馬車でご移動されていらっしゃるのかと想像をしていましたが…」と皮肉るツイートをし、1100件以上のリプライの多くで「大人げない」「彼女を責めてどうするのか」などと非難をうけた[79]。

政治との関係
- 2004年、自民党から参議院議員選挙比例区への出馬を打診され、本人も意欲を示していた[80]。しかし周囲は反対であり、また当時所属していた事務所からの独立をしていた時期で自らの活動のベースを作れていなかったこと、また石原東京都知事に「東京都レンジャー制度」を直訴しており、その発足において仕事をしなくてはならなかったことなどが理由で不出馬を判断したとしている[81]。2007年の参議院議員選挙出馬の噂もあったが出馬しておらず、2008年10月15日の公式ブログで2009年の衆議院議員選挙への出馬はないと表明している[82]。
- 選挙時の応援活動を多く行っているが、特定の政党に対する応援ではなく「政治家個人(共に活動した仲間)を応援する」とのスタンスを取っている[83]。環境保護関連で野口の活動に理解を示した橋本龍太郎・元秘書や側近たちの選挙応援、2005年9月の第44回衆議院議員総選挙・2016年東京都知事選挙では小池百合子の選挙応援・応援演説に駆け付けている[84]。
- 2012年12月1日に「幸福実現党の政策はいつも明確。共感できる部分が多い」とツイートしている[85][86]。

原子力産業・石油産業との関係
- 原子力発電についての啓蒙活動を行う日本エネルギー会議の発起人となっている。
- 高レベル放射性廃棄物の最終処分を行うNUMO（原子力発電環境整備機構）の原子力発電と放射性廃棄物の処分について学ぶ内容の広報素材のDVDに出演している[87]。
- 東京電力の広報番組に出演しており[88]、エベレスト･富士山同時清掃登山において協賛を受けている[89]。
- コスモ石油が環境保護のスポンサー支援をしており、TOKYO FMが2001年から展開している環境保護・保全活動「コスモ アースコンシャス アクト」に共同で参加している[90]。

マルチ商法との関係
- エベレスト･富士山同時清掃登山において日本アムウェイから協賛を受けている[91]。
- 全国各地の海岸を中心にゴミ拾い活動を行うアムウェイクリーンナップに野口はゲストとして参加している[92]。
- アムウェイシンポジウムにて基調講演を行っている[93]。

## 家族
- 1995年にネパールでシェルパ族の未成年の少女と結婚する（児童婚だった）が、2年後に離婚している。少女が結婚可能年齢に達していない、戸籍や出生届などの書類がない、といった理由で法的な結婚はしていない[94]。結婚時点で少女は外国語が話せず、2人の会話には通訳が必要であった[94]。少女は結婚後に故郷の村から出てカトマンズに住み、2人が会うのは野口がネパールを訪れる数か月に一度の頻度だった[74][94]。離婚理由は「少女が都会に出てケバくなったから」。
- その後、2003年7月に日本人女性と結婚[95]。2004年2月21日に第一子となる長女・絵子をもうけた[96][97]。2019年時点で、日本での結婚生活16年のうち15年間妻と別居しており、長女は妻の家で育った[98]。長女は2020年現在、ニュージーランドに留学中で[99][100]、同年から『日立 世界・ふしぎ発見!』のミステリーハンターを務めている[97][101]。その後、長女は留学を終えて2023年4月より慶應義塾大学に在学している。
- 前述通り父親と実母は、父親の2度目のエジプト勤務時代・野口が小学生の頃に離婚。その後、両親は共に再婚した[102]。父親と母親（実母）との間には兄が一人いる。
- 父の野口雅昭は会津若松出身で、エジプト公使、イタリア公使、イエメン大使、シドニー総領事、チュニジア大使などを務めた元外交官。政府開発援助(ODA)に取り組み、「物事について表面的なA面ではなく、努力しないと見えてこないB面を見ろ」と野口に教えてきた。シェルパ基金は野口が「ヒマラヤのB面を見た結果」であるとのこと[103]。
- 実母の野口モナ（旧姓：タドロス）はヘリオポリス出身。エジプトとレバノンのハーフでエジプトでは少数派のコプト教徒だった父親とトルコ出身でギリシアとフランスのハーフだった母親との間に生まれており、四カ国のクォーターとなる[104]。仕事人間の野口の父親とは合わずに離婚となった後、再婚相手とも離婚して貧窮したため異父弟妹が大学を出るまで仕送りをしたことを野口が言及している[103]。その後実母はカナダに移住。2007年にテレビ朝日系列「グレートマザー物語」の企画で1度来日している[105][106]。
- 母方の祖母キキは、トルコ出身のギリシャ人。トルコでのギリシャ人迫害を逃れ、幼少時にエジプトに移住。そこで、コプト・カトリックのエジプト人、マグディ・タドロスと結婚。ナセル革命で、タドロス家の財産の大方が新政府に没収され、窮乏生活をおくる。その後、1970年代はじめに、家族でカナダのモントリオールに移住。1980年代には、サウジアラビアでサウド家のガヴァネス（女家庭教師）を務める。
- 継母は、野口がエベレスト登頂に2度失敗し、3度目の挑戦のときベースキャンプに「いつまでも登れないようではダメ。ダラダラと挑戦していたらあなたはエベレストのストーカーです。決着をつけてきなさい」という手紙を送っている[107]。

## 主な登山歴
- 1990年 8月（16歳） モンブラン	（4,810m）登頂（ヨーロッパ大陸）
- 1990年12月（17歳） キリマンジャロ	（5,895m）登頂（アフリカ大陸）
- 1992年 9月（19歳） コジアスコ	（2,228m）登頂（オーストラリア大陸）
- 1992年12月（19歳） アコンカグア	（6,960m）登頂（南米大陸）
- 1993年 6月（19歳） マッキンリー	（6,168m）登頂（北米大陸）
- 1994年12月（21歳） ヴィンソン・マシフ	（4,892m）登頂（南極大陸）
- 1996年 1月（22歳） エルブルス	（4,892m）登頂（ヨーロッパ大陸、ロシア）
- 1996年9月（23歳） チョ・オユー	（8,201m）登頂[108]
- 1999年 5月（25歳） エベレスト	（8,848m）登頂（アジア大陸）ネパール側 - 七大陸最高峰登頂の世界最年少記録樹立（当時）
- 2007年 5月（33歳） エベレスト	（8,848m）登頂（清掃登山）チベット側 [109]- ネパール、チベットの両方からの登頂成功者は日本人8人目。

## 主な出演番組

### 山岳ドキュメンタリー番組
- 特別番組『七大陸最高峰に挑む』（毎日放送・TBS系列、1997年7月19日）
- 超極限映像スペシャル『幻想チョモランマ』（毎日放送、1999年4月29日）
- 情熱大陸『七大陸の頂へ〜野口健』（毎日放送・TBS系列、1999年6月13日）
- こだわり人物伝『植村直己』（NHK教育、2010年8月4日から）
- 『地球の頂へ！超壮絶エベレスト単独挑戦！栗城史多28歳熱き闘い』（テレビ東京、2010年10月24日）- コメンテーター

### ニュース番組
- MBSナウ（毎日放送）
  - 『20歳の南極（前・後編）』（1995年1月5・6日）
  - 『遥かなりエベレスト（前・後編）』（1995年4月27・28日）
  - 『エルブルースの絆』（1995年10月21日）
  - 『友人ナティーの死（前・後編）』（1995年12月14・15日）
  - 『エルブルースの絆2』（1996年2月10日
  - 『友人ナティーの魂（前・後編）』（1996年5月3・4日）
  - 『チョーユー』（1996年11月30日）
  - 『汚された最高峰〜チョモランマの知られざる現実』（1996年10月10日）
  - 『野口健さん、世界7大陸最高峰制覇!喜びの現地報告』（1999年5月17日）
  - 『野口健の新たな挑戦〜チョモランマ清掃登山』（2000年6月7日）
- 筑紫哲也ニュース23『ヒマラヤ大雪崩から半年、遺品を回収』（TBS系列・毎日放送制作、1996年5月10日）
- スペースJ『友人ナティーの死』（TBS系列・毎日放送制作、1996年5月22日）
- VOICE（毎日放送）
  - 『野口健、最後のチョモランマ清掃登山へ』（2003年4月10日）
  - 『野口健、決死の清掃登山〜チョモランマ』（2003年7月1日）
  - 『野口健、最後のチョモランマ』（2007年6月29日）

### バラエティー番組、その他
- 日経スペシャル カンブリア宮殿 「地球の"叫び"を聴け！」（2008年7月7日、テレビ東京）[110]
- 世界の果てまでイッテQ!（日本テレビ）準レギュラー
- ぽかぽか（2023年2月13日、フジテレビ）娘の野口絵子と一緒に出演
- おかべろ（2025年1月18日 関西テレビ放送、2025年1月19日 フジテレビ）娘の野口絵子と一緒に出演

ほか多数

## CM
- ネスレ日本 ネスカフェ「ゴールドブレンド」（2000年）
- 佐藤製薬「健康幸福プロジェクト『あしふく』」（2025年）[111]

## 書籍

### 著書
- 『落ちこぼれてエベレスト 7大陸最高峰世界最年少登頂』（1999年、集英社インターナショナル）
- 『大冒険術 ぼくらはなぜ世界に挑むのか』（共著者:白石康次郎）（2000年、文藝春秋）
- 『100万回のコンチクショー』（2002年、集英社）
- 『あきらめないこと、それが冒険だ エベレストに登るのも冒険、ゴミ拾いも冒険！』（2006年、学習研究社）
- 『中学生のためのショート・ストーリーズ 2 パックンマックンが選ぶ旅と冒険の話集』（2007年、学習研究社） - 複数著者での共著
- 『確かに生きる〜10代へのメッセージ〜』』（2007年、クリタ舎）
  - (改題) 『確かに生きる 落ちこぼれたら這い上がればいい』（2009年、集英社 集英社文庫）
- 『100 Remains 登山家、野口健が山で集めたゴミ。美術家、田中朝子が集めた野口健の言葉。』（共著者:田中朝子）（2007年、ごま書房）
- 『富士山を汚すのは誰か 清掃登山と環境問題』（2008年、角川書店）
- 『自然と国家と人間と』（2009年、日本経済新聞出版社）
- 『こだわり人物伝 8・9月 知楽遊学シリーズ/水曜日 NHKテレビテキスト』（2010年、NHK出版）
- 『それでも僕は「現場」に行く』（2011年、PHP研究所）
- 『世界遺産にされて富士山は泣いている』（2014年、PHP研究所）
- 『震災が起きた後で死なないために 「避難所にテント村」という選択肢』（2017年、PHP研究所 PHP新書）
- 『登り続ける、ということ。 山を登る 学校を建てる 災害とたたかう』（2021年、学研プラス）
- 『父子で考えた「自分の道」の見つけ方 「正解」を選ぶのではなく、選んだ道を「正解」にすればいい！』（2022年、誠文堂新光社）

### 写真集
- 『写真集 野口健が見た世界 INTO the WORLD』（著者:野口健）（2013年、集英社インターナショナル）
- 『ヒマラヤに捧ぐ』（著者:野口健）（2016年、集英社インターナショナル）

### 関連書籍
- 『野口健 最高峰でつかんだ未来』（著者:綾野まさる）（2000年、旺文社）
- 『僕の名前は。 アルピニスト野口健の青春』（著者:一志治夫）（2001年、講談社）
- 『野口健が聞いた英霊の声なき声 戦没者遺骨収集のいま』（著者:喜多由浩）（2009年、産経新聞出版/日本工業新聞新社）
- 『さよなら、野口健』（著者:小林元喜）（2022年、集英社インターナショナル/集英社）

## DVD
- 『野口健 ECO×TOUR 西表島の旅』（2005年、ソニー・ミュージック MHBW32）
- 『野口健 ECO×TOUR 屋久島の旅』（2005年、ソニー・ミュージック MHBW33）
- 『野口健 ECO×TOUR 小笠原諸島の旅』（2005年、ソニー・ミュージック MHBW34）
- 『野口健 ECO×TOUR 礼文島・利尻島の旅』（2006年、ソニー・ミュージック MHBW61）
- 『野口健 ECO×TOUR 対馬の旅』（2006年、ソニー・ミュージック MHBW62）
- 『野口健 ECO×TOUR トカラ列島の旅』（2006年、ソニー・ミュージック MHBW63）

## 社会貢献活動
- 環境省エコチル調査サポーター
- 日本エネルギー会議の発起人のひとり